# Валлелунга-Пратамено
Валлелунга-Пратамено, Валлелунґа-Пратамено (італ. Vallelunga Pratameno, сиц. Vaddilonga) — муніципалітет в Італії, у регіоні Сицилія,  провінція Кальтаніссетта.
Валлелунга-Пратамено розташована на відстані близько 490 км на південь від Рима, 65 км на південний схід від Палермо, 32 км на північний захід від Кальтаніссетти.
Населення — 3508 осіб (2014).

## Демографія
Населення за роками:

Станом на 1 січня 2023 року в муніципалітеті офіційно проживало 36 іноземців з 8 країн, серед них 23 громадяни країн Євросоюзу.

## Сусідні муніципалітети
- Каммарата
- Кастроново-ді-Сицилія
- Поліцці-Дженероза
- Склафані-Баньї
- Валледольмо
- Віллальба